# Krnovské opravny a strojírny
Krnovské opravny a strojírny s.r.o. (KOS) se sídlem v Krnově je společnost zabývající se zejména opravami a modernizacemi tažených kolejových vozidel. Železniční opravny a strojírny se nacházejí na křižovatce železničních tratí č. 310 (Olomouc–Opava), 292 (Šumperk–Krnov) a dříve též Racibórz–Krnov.

## Historie
Železniční dílny v Krnově vznikly jako zázemí pro společnost Moravsko-slezská ústřední dráha, která vybudovala železniční trať z Olomouce přes Krnov do Opavy. Krnovské dílny tak zahájily svou činnost současně s otevřením trati, tj. 1. října 1872. V období socialistického Československa nesl podnik název Železniční opravny a strojírny Krnov, které byly v roce 1992 privatizovány.
Privatizovaná společnost byla zapsána do obchodního rejstříku 2. července 1992 jako společnost s ručením omezeným pod názvem Krnovské opravny a strojírny s.r.o. Vlastníky bylo několik fyzických osob. K 31. říjnu 2014 došlo k odštěpení části jmění firmy do nově založené společnosti KOSreal.